# Nicolai Bo Larsen
Nicolai Bo Larsen (* 10. November 1971 in Roskilde) ist ein ehemaliger dänischer Radrennfahrer.
Nicolai Bo Larsen war Profi-Rennfahrer von 1994 bis 2002. In dieser Zeit wurde er viermal Dänischer Meister, im Einzel-Straßenrennen (1997 und 1999) sowie im Mannschaftszeitfahren (1999 und 2000). Zweimal, 2000 und 2001, belegte er im Einzelrennen Platz zwei.
Zweimal nahm Larsen an der Tour de France teil und dreimal am Giro d’Italia, wobei er beim Giro 1996 eine Etappe gewinnen konnte, in den beiden folgenden Jahren beim Giro aber aufgeben musste.
Im April 2000 wurde bei Larsen ein erhöhter Hämatokrit-Wert von 51 Prozent festgestellt, der zunächst auf Doping schließen ließ. Da der Wert jedoch am Tag zuvor wie am Tag danach normal war, wurde Doping ausgeschlossen. Larsen fuhr zuletzt für das deutsche Team Gerolsteiner und beendete seine Laufbahn mitten in der Saison 2002.